# Bonnée (rzeka)
Bonnée – rzeka we Francji, przepływająca przez teren departamentu Loiret, o długości 27,4 km. Stanowi prawy dopływ rzeki Loary.